# (35002) 1978 VY8
1978 في واي 8 (ويعرف أيضًا باسم (35002) 1978 في واي 8 وفق تسمية الكوكب الصغير) (بالإنجليزية: 1978 VY8)‏ هو كويكب ضمن حزام الكويكبات؛ وترتيبه 35002 من حيث الاكتشاف.
اكتُشف هذا الجُرم الفلكي بواسطة شيلت جون بوبي في 7 نوفمبر 1978.

## وصلات خارجية
- (35002) 1978 VY8 في قاعدة بيانات مختبر الدفع النفاث لأجرام النظام الشمسي الصغيرة

- الاكتشاف · مخطط المدار ·  العناصر المدارية · المعلمات المادية

- (35002) 1978 VY8 على موقع ويكي سكاي: DSS2, SDSS, GALEX, IRAS, Hydrogen α, X-Ray, Astrophoto, Sky Map, Articles and images